# Theodore Whitmore
Theodore Whitmore (Montego Bay, 5 agosto 1972) è un allenatore di calcio ed ex calciatore giamaicano, tecnico del Mount Pleasant.

## Carriera

### Giocatore

#### Club
Ha giocato nel campionato giamaicano e poi in quello sudafricano (nell'Ajax Cape Town), prima di approdare in Europa, dove è rimasto per tre anni agli inglesi dell'Hull City, uno agli scozzesi del Livingston e due ancora in Inghilterra al Tranmere fino al 2006. Successivamente è tornato in patria dove svolge il ruolo di giocatore-allenatore al Seba Utd.

#### Nazionale
Debutta nella nazionale giamaicana nel 1993, fa parte della storica spedizione ai Mondiali del 1998 in Francia dove segna una doppietta nella vittoria 2-1 contro il Giappone, unico calciatore giamaicano a riuscire nell'impresa e capocannoniere della Giamaica al Mondiale. Ha vestito la casacca della nazionale per 106 volte segnando 24 reti.

### Allenatore
Dal 2006 è allenatore-giocatore del Seba United.
Dal 2007 ha affiancato a questo ruolo anche una collaborazione nello staff tecnico della nazionale giamaicana, della quale è stato commissario tecnico dal 2009 al 2013. Dopo aver guidato la nazionale Under-20 per il biennio 2014-2015, il 26 settembre 2016 torna alla guida della nazionale maggiore portandola alla conquista del secondo posto nella Gold Cup 2017 dopo aver sconfitto in semifinale la nazionale messicana ed essersi arresi in finale alla nazionale statunitense.. Il 9 dicembre 2021 la Federazione calcistica della Giamaica annuncia il suo esonero.

## Palmarès

### Giocatore

#### Competizioni nazionali
- Scottish League Cup: 1

Livingston: 2003-2004